# Consejo Profesional de Ingeniería Agronómica de la Republica Argentina
El Consejo Profesional de Ingeniería Agronómica (CPIA) de Argentina es un organismo público nacional no estatal, encargado de llevar adelante el control y la jerarquización del ejercicio de la profesión de Ingeniero Agrónomo, Ingeniería en alimentos, Ingeniería Forestal, Ingeniería Ambiental, Biólogo, Ingeniero Zootecnista, Ingeniería Pesquera, Economía agrícola, Gestión Ambiental, Ciencias Ambientales y afines en la República Argentina

## Historia

### Creación
Durante el año 1868, el gobierno de la Provincia de Buenos Aires y bajo la sugerencia del Ing. Eduardo Olivera le encomendó a la Sociedad Rural Argentina la tarea de buscar un predio donde se comenzara la enseñanza agropecuaria y veterinaria en el territorio nacional. A partir de esta solicitud, la Sociedad Rural Argentina dispuso el predio de Santa Catalina de Lavallol, en el actual partido de Lomas de Zamora, se constituyese como la sede de dicha institución.
Un 6 de agosto de 1883 a partir de la promulgación de la Ley 1424 por el gobernador Dardo Rocha, se crea en el predio Santa Catalina en Lavallol, Provincia de Buenos Aires, el primer Instituto Agronómico, Veterinario y de Haras del país. El Instituto Agrícola Santa Catalina constituyéndose como la primera institución en dar un tipo de enseñanza agropecuaria y veterinaria.
Los objetivos fundacionales de esa institución fueron el de “relacionar los descubrimientos de las ciencias con las diferentes ramas de la producción animal y vegetal, y formar profesionales que, por sus conocimientos especiales, pudiesen comprender y descubrir las leyes de la naturaleza y aprovechar los progresos de la ciencia para mejorar las razas, su multiplicación y conservación”
A cargo de dicha institución estuvo el ingeniero agrícola argentino Eduardo Olivera, quien había egresado en la Escuela Agrícola de Grigñon, en Francia, siendo considerado como el primer Ingeniero Agrónomo de la Argentina, acompañado por una delegación de ingenieros belgas y franceses.
En el año 1888 se egresaron los primeros 10 ingenieros agrónomos del país, que fueron los ingenieros Pablo Aguirre, Felipe Fernández, Antonio Gil, José María Gil, Carlos Girola, Juan Moura, Enrique Nelson, Pedro Pages, Juan Ramírez y Eduardo Raña; y los primeros 3 médicos veterinarios, y no fue hasta el año 1927 cuando Lia Encalada se constituyó como la primera mujer ingeniera agrónoma de la Argentina al egresar de la Facultad de Agronomía, de la Universidad de Buenos Aires.
Posteriormente, un 28 de julio de 1906 un grupo de esos egresados, reunidos en la Ciudad de La Plata decidieron agruparse para formar el Centro Argentino de Ingenieros Agrónomos (CADIA) y cuyo primer presidente, graduado en ese instituto de Santa Catalina fue el Ing. Agr. Enrique Nelson.
Pocos años después, el 3 de noviembre de 1944 y a solicitud de CADIA se crea el Consejo Profesional de Ingeniería Agronómica mediante la Ley 12.979 ( Decreto Ley N.º 29784/44), cuya sede sería en donde funcionaba CADIA en la calle Arenales 1678 de la capital federal, siendo la primera rama de la ingeniería en organizarse mediante su consejo profesional en todo el país.
El CPIA tenía y tiene como objeto regular y resguardar el ejercicio profesional en todo el territorio nacional mediante el registro de la matrícula, siendo su primer presidente el expresidente CADIA y primer matriculado, Ing. Agr. Saturnino Zemborain. De esta manera, el Estado Nacional se reservó para si, el control del ejercicio profesional en todo el territorio nacional.

## Áreas del Conocimiento
Dentro del organismo se agrupan las llamadas 8 áreas del conocimiento bioagroindustrial, esquema dispuesto de modo de poder agrupar a la amplia variabilidad de titulaciones que fueron surgiendo en la Argentina desde la creación de CPIA en 1944.
Según establece la Ley 14.467 (Decreto Ley 6070/58) los Consejos Profesionales nucleados en la Junta Central de Arquitectura, Agrimensura e Ingeniería de la República Argentina podrán matricular especialidades afines a cada consejo en la medida que vayan surgiendo nuevas titulaciones
Es por esta razón que en su condición de Consejo Profesional (a diferencia de un Colegio Profesional, que solo matricula una titulación), puede expedir matrícula a una amplia gama de especialidades afines, siendo las 8 áreas, las Ciencias Agrarias, Forestales, Alimentarias, Zootecnistas, Ambientales, Biológicas, Economía y Administración Agraria y Pesquera.
El primer matriculado fue el Ingeniero Agrónomo Saturnino Zemborain, quien además fue su primer presidente. La primera área del conocimiento por fuera del Ingeniero Agrónomo fueron las Ciencias Económicas y de Administración Agropecuaria, y las Cinencias Zootecnistas que fueron incorporadas en el año 1980.
Durante el año 1981 se incorporaron las Ciencias Forestales, durante el año 1987 las Ciencias Alimentarias, durnate el año 1994 se incorporaron las Ciencias Biológicas a razón de la ausencia de un Consejo Nacional de Biología, durante el año 2012 se incorporaron las Ciencias Pesqueras, mientras que durante el año 2016 se incorporaron las Ciencias Ambientales.

## Presidentes
| N.º | Periodo   | Profesión                            | Matrícula   | Provincia    | Nombre                     |
| --- | --------- | ------------------------------------ | ----------- | ------------ | -------------------------- |
| 1   | 1944-1945 | Ingeniero Agrónomo                   | 00001*01*01 | Buenos Aires | Saturnino Zemborain        |
| 2   | 1945-1949 | Ingeniero Agrónomo                   | 00002*01*01 | Buenos Aires | Adolfo M. Pico             |
| 3   | 1949-1951 | Ingeniero Agrónomo                   | 00111*01*01 | Buenos Aires | Vicente Brunini            |
| 4   | 1952-1953 | Ingeniero Agrónomo                   | 00925*01*01 | Buenos Aires | Luis A. Foulon             |
| 5   | 1953      | Ingeniero Agrónomo                   | 00355*01*01 | Buenos Aires | Oscar Moretti              |
| 6   | 1953-1954 | Ingeniero Agrónomo                   | 00245*01*01 | Buenos Aires | Enrique Baqués             |
| 7   | 1954-1955 | Ingeniero Agrónomo                   | 00896*01*01 | Buenos Aires | Antonio Ángel              |
| 8   | 1955-1957 | Ingeniero Agrónomo                   | 01357*01*01 | Buenos Aires | Andrés N. Briano           |
| 9   | 1957-1958 | Ingeniero Agrónomo                   | 00024*11*01 | Buenos Aires | Diego Joaquín M. Ibarbia   |
| 10  | 1958-1962 | Ingeniero Agrónomo                   | 00793*01*01 | Buenos Aires | Mario A. Di Fonzo          |
| 11  | 1962-1963 | Ingeniero Agrónomo                   | 00172*01*01 | Buenos Aires | Ignacio R. Ponce           |
| 12  | 1963-1964 | Ingeniero Agrónomo                   | 00227*01*01 | Buenos Aires | Edmundo A. Crousse         |
| 13  | 1964-1968 | Ingeniero Agrónomo                   | 00672*01*01 | Buenos Aires | Ernesto M. Silva           |
| 14  | 1968-1970 | Ingeniero Agrónomo                   | 00300*01*01 | Buenos Aires | Carlos A. Raggi            |
| 15  | 1970-1974 | Ingeniero Agrónomo                   | 04641*01*01 | Santa Fe     | Miguel A. Biaggini         |
| 16  | 1974-1979 | Ingeniero Agrónomo                   | 02656*01*01 | Buenos Aires | Norberto J. Höller         |
| 17  | 1979-1980 | Ingeniero Agrónomo                   | 01541*11*01 | Buenos Aires | Mario E. Chuchuy           |
| 18  | 1980-1984 | Ingeniero Agrónomo                   | 01653*11*01 | Buenos Aires | Abelino H. Strologo        |
| 19  | 1984-1986 | Ingeniero Agrónomo                   | 02483*01*01 | Río Negro    | Sofocles E. Paissanidis    |
| 20  | 1986-1988 | Ingeniero Agrónomo                   | 02153*01*01 | Buenos Aires | Alejandro P. Zuberbuhler   |
| 21  | 1988-1992 | Ingeniero Agrónomo                   | 05133*01*01 | Buenos Aires | Carlos H. Cadoppi          |
| 22  | 1992-1994 | Ingeniero Agrónomo                   | 06273*17*01 | Chaco        | Carlos A. Pachecoy         |
| 23  | 1994-1998 | Ingeniero Agrónomo                   | 05133*01*01 | Buenos Aires | Carlos H. Cadoppi          |
| 24  | 1998-1999 | Ingeniero Agrónomo                   | 06273*17*01 | Chaco        | Carlos A. Pachecoy         |
| 25  | 1999-2002 | Ingeniero Agrónomo                   | 04052*01*01 | Neuquén      | Aníbal C. García Barreiros |
| 26  | 2002-2006 | Ingeniero Agrónomo                   | 05133*01*01 | Buenos Aires | Carlos H. Cadoppi          |
| 27  | 2006-2007 | Ingeniero Agrónomo                   | 11532*11*01 | Buenos Aires | Osvaldo D. Boldrini        |
| 28  | 2007-2010 | Ingeniero Agrónomo                   | 16373*01*01 | Buenos Aires | Sandra P. Fernández        |
| 29  | 2010-2012 | Ingeniero Agrónomo                   | 04432*06*01 | Río Negro    | Carlos A. Larreguy         |
| 30  | 2012-2014 | Ingeniero Agrónomo                   | 11200*01*01 | Córdoba      | Fernando Parellada         |
| 31  | 2014-2016 | Ingeniero en Producción Agropecuaria | 00001*33*27 | Buenos Aires | Ricardo Bindi              |
| 32  | 2016-2018 | Ingeniero Agrónomo                   | 16191*01*01 | Buenos Aires | Bernardo Debenedetti       |
| 33  | 2018-2020 | Ingeniero Agrónomo                   | 09006*01*01 | Buenos Aires | Fernando Vilella           |
| 34  | 2020-2022 | Ingeniero en Producción Agropecuaria | 00522*33*15 | Buenos Aires | David M. Hughes            |
| 35  | 2022-2024 | Ingeniero Agrónomo                   | 17853*01*01 | Buenos Aires | Claudio D. González        |
| 36  | 2024-2026 | Ingeniero en Alimentos               | 00071*62*44 | Buenos Aires | Renso Gaudenzi Acuña       |